# Maria Eisenmann
Maria Eisenmann (* 11. September 1966) ist eine deutsche Anglistin und Fremdsprachendidaktikerin. Seit Oktober 2015 ist sie Lehrstuhlinhaberin für  Fachdidaktik – Moderne Fremdsprachen mit Schwerpunkt Didaktik der Englischen Sprache und Literatur im Neuphilologischen Institut an der Julius-Maximilians-Universität Würzburg. Sie ist Studiendekanin der Philosophischen Fakultät und Sprecherin des Deutschen Hochschulverbandes an der Universität Würzburg.
Eisenmanns Forschungsschwerpunkte liegen in den Bereichen globale Bildung, (digitale) Medienkompetenz sowie in der Literaturdidaktik unter Berücksichtigung individueller Unterschiede. Sie hat umfassend in den Bereichen Bildung für nachhaltige Entwicklung sowie digitale und literarische Kompetenz im Englischunterricht. Als Mitbegründerin der Irish Studies Würzburg forscht und lehrt sie auch in diesem Bereich.

## Leben
Maria Eisenmann studierte von 1985 bis 1991 Deutsch, Englisch, Pädagogik und Psychologie an der Universität Würzburg in Bayern. Von 1987 bis 1988 studierte sie darüber hinaus Englisch an der Universität Newcastle in Newcastle upon Tyne, UK. 1991 absolvierte sie an der Universität Würzburg ihren Magister in Deutsch und Englisch sowie im gleichen Jahr das Erste Staatsexamen für Deutsch, Englisch, Pädagogik und Psychologie. Von 1992 bis 1994 war sie im Referendariat am Wirsberg-Gymnasium in Würzburg und im Simpert-Kraemer-Gymnasium in Krumbach. Daraufhin war sie von 1994 bis 2004 Studienrätin am Jack-Steinberger-Gymnasium Bad Kissingen und unterrichtete die Fächer Deutsch, Englisch und Ethik. Von 2004 bis 2006 unterrichtete sie als Studienrätin die Fächer Deutsch, Englisch und Ethik am Deutschhaus-Gymnasium in Würzburg. Neben ihrer Tätigkeit als gymnasiale Lehrkraft nahm sie Lehraufträge in der Englischen Fachdidaktik an der Universität Würzburg wahr.
Im Juni 2004 erlangte sie ihren Doktortitel (Dr. phil.) für ihre Dissertation Das Amerikabild im Werk Edward Albees. Eine imagologisch-didaktische Analyse. Von September 2006 bis 2008 war Eisenmann als Akademische Rätin an der Pädagogischen Hochschule in Freiburg im Breisgau tätig. Von 2008 bis 2011 übernahm sie die Vertretungsprofessur des Lehrstuhls für Fremdsprachendidaktik mit Schwerpunkt Didaktik des Englischen an der Friedrich-Alexander-Universität Erlangen-Nürnberg. 2011 schlug sie einen Ruf an die Universität Koblenz-Landau aus und nahm den Ruf an die Universität Duisburg-Essen an. Dort wurde sie schließlich zur Professorin für die Didaktik des Englischen berufen und war als solche von 2011 bis 2015 in der Anglistik der Universität Duisburg-Essen tätig.
Seit Oktober 2015 hat Eisenmann den Lehrstuhl für Fachdidaktik - Moderne Fremdsprachen  mit Schwerpunkt Didaktik der Englischen Sprache und Literatur an der Universität Würzburg inne. Seit 2019 ist sie dort auch Studiendekanin in der Philosophischen Fakultät. Sie hat außerdem die Irish Studies Würzburg mitbegründet und betreut diese als Vorsitzende. Als Mitglied der deutschen Shakespeare-Gesellschaft war sie zudem von 2017 bis 2023 im DSG-Vorstand.

## Sonstige Tätigkeiten und Mitgliedschaften
- Mitglied im Deutschen Hochschulverband
- Mitglied in der Gesellschaft für Amerikastudien
- Mitglied in der Deutschen Gesellschaft für Fremdsprachenforschung
- Mitglied im Deutschen Anglistenverband
- Mitglied in der Deutschen Shakespeare-Gesellschaft

## Publikationen (Auswahl)
- Das Amerikabild im Werk Edward Albees. Eine imagologisch-didaktische Analyse. Winter Verlag, Heidelberg 2004, ISBN 978-3-8253-1689-1. Zugleich Dissertation.
- als Hrsg. mit Rüdiger Ahrens und Matthias Merkl: Moderne Dramendidaktik für den Englischunterricht. Winter, Heidelberg 2008, ISBN 978-3-8253-5473-2.
- Classics of American Drama. Vandenhoeck & Ruprecht, Göttingen 2008, ISBN 978-3-525-79015-1.
- Ireland – Changes and Challenges. Schöningh, Paderborn, 2009, ISBN 978-3-14-040110-4.
- als Hrsg. mit Nancy Grimm und Laurenz Volkmann: Teaching the New English Cultures and Literatures. Winter, Heidelberg 2010, ISBN 978-3-8253-5619-4.
- als Hrsg. mit Christiane Lütge: Shakespeare in the EFL Classroom. Winter, Heidelberg 2014, ISBN 978-3-8253-6236-2.
- als Hrsg. mit Theresa Summer: Basic Issues in EFL Teaching and Learning. Winter, Heidelberg 2017, ISBN 978-3-8253-6151-8.
- als Hrsg. mit Christian Ludwig: Queer Beats - Gender and Literature in the EFl classroom. Peter Lang, Berlin 2018, ISBN 978-3-631-76166-3.
- Teaching English: Differentiation and Individualisation. UTB, Paderborn 2018, ISBN 978-3-8252-5109-3.
- Teaching the Bard Today - Shakespeare-Didaktik in Forschung und Lehre. Peter Lang, Berlin 2019, ISBN 978-3-631-79101-1.
- als Hrsg. mit Jeanine Steinbock: Sprache, Kulturen, Identitäten: Umbrüche durch Digitalisierung. Schneider Verlag, Baltmannsweiler 2020, ISBN 978-3-7639-6982-1.
- als Hrsg.: Zeitschrift für Fremdsprachenforschung. Deutsche Gesellschaft für Fremdsprachenforschung, Band 34, 2023.

## Belege
1. 1 2  Universität Würzburg: Irish Studies Würzburg
2. 1 2  Universität Würzburg: Eisenmann - English Teaching Methodology
3. 1 2 3  Universität Würzburg: Prof. Dr. Maria Eisenmann - Lehrstuhl für Fachdidaktik – Moderne Fremdsprachen mit Schwerpunkt Didaktik der englischen Sprache und Literatur
4. 1 2  Universität Duisburg-Essen: Pressemitteilung der Universität Duisburg-Essen - Neu an der Uni Prof. Dr. phil. Maria Eisenmann

| Personendaten    | Personendaten                               |
| ---------------- | ------------------------------------------- |
| NAME             | Eisenmann, Maria                            |
| KURZBESCHREIBUNG | deutsche Didaktikerin und Hochschullehrerin |
| GEBURTSDATUM     | 11. September 1966                          |